# Живолуп, Михаил Андреевич
Михаил Андреевич Живолуп (1909—1991) — участник Великой Отечественной войны, Герой Советского Союза. Командир 126-го гвардейского бомбардировочного авиационного полка 4-й гвардейской бомбардировочной авиационной дивизии 1-го гвардейского бомбардировочного авиационного корпуса 1-й воздушной армии Западного фронта, гвардии генерал-майор.

## Биография
Родился 22 июля (9 июля по старому стилю) 1909 года на хуторе Ковшаровка, ныне посёлок городского типа администрации города Купянска Харьковской области Украины, в семье рабочего. Украинец.
Член ВКП(б)/КПСС с 1931 года. Образование неполное среднее. Работал грузчиком на железнодорожной станции Купянск-Узловая.
С 1929 года — в пограничных войсках Народного Комиссариата Внутренних Дел (НКВД) СССР. Служил в Белоруссии на 5-й пограничной заставе 17-го Тимковичского пограничного отряда, на границе с Западной Белоруссией, входившей в состав Польши. Был избран секретарём комсомольской ячейки. В сентябре 1930 года командование пограничного отряда направило воина-пограничника Живолупа М. А. в столицу Белорусской ССР — город Минск, в Объединённую военную школу имени ЦИК Белоруссии.
После окончания в 1933 году военной школы Живолуп решил связать свою жизнь с авиацией. И в том же 1933 году он поступает в Борисоглебскую военную школу лётчиков имени В. П. Чкалова, которую окончил в 1935 году. После чего становится лётчиком одной из авиационных частей Ленинградского военного округа, где быстро освоил вверенный ему самолёт-бомбардировщик. Боевое крещение Живолуп М. А. получил в советско-финской войне 1939—1940 годов, в ходе которой им было совершено 65 успешных боевых вылетов.
С началом Великой Отечественной войны находился на фронте. С первых же её дней заместитель командира эскадрильи 10-го Краснознамённого скоростного бомбардировочного авиационного полка капитан Михаил Живолуп вступил в бой с гитлеровскими оккупантами.
В марте 1943 года, когда начались ожесточенные воздушные сражения в небе Кубани, майор Живолуп был назначен командиром 224-го бомбардировочного авиационного полка.
К сентябрю 1943 года командир 126-го гвардейского бомбардировочного авиационного полка (4-я гвардейская бомбардировочная авиационная дивизия, 1-й гвардейский бомбардировочный авиационный корпус, 1-я воздушная армия, Западный фронт) гвардии подполковник Михаил Живолуп совершил 107 успешных боевых вылетов на бомбардировку стратегических объектов, аэродромов, опорных пунктов врага, скоплений его живой силы и боевой техники, нанеся противнику значительный урон.
24 июня 1945 года на историческом Параде Победы в небе над Красной площадью должны были пролететь девять самолётов-бомбардировщиков «Пе-2». Вёл бы их Герой Советского Союза командир 126-го гвардейского Молодеченского бомбардировочного ордена Александра Невского авиационного полка М. А. Живолуп. По погодным причинам воздушная часть парада была отменена.
После войны Михаил Андреевич был командиром авиационного полка, авиационной дивизии. В 1948 году он окончил Высшие офицерские лётно-тактические курсы, а в 1954 году — Военную академию Генерального штаба. С 1960 года — генерал-майор авиации М. А. Живолуп находился в запасе.
Жил в городе Ленинграде. Скончался 11 июня 1991 года.

## Награды
- Указом Президиума Верховного Совета СССР от 28 сентября 1943 года за умелое командование авиационным полком, образцовое выполнение боевых заданий командования на фронте борьбы с немецко-фашистским захватчиками и проявленные при этом мужество и героизм гвардии подполковнику Живолупу Михаилу Андреевичу присвоено звание Героя Советского Союза с вручением ордена Ленина и медали «Золотая Звезда» (№ 1125).
- Награждён ещё одним орденом Ленина, тремя орденами Красного Знамени, орденом Суворова 3-й степени, двумя орденами Отечественной войны 1-й степени, орденом Отечественной войны 2-й степени, тремя орденами Красной Звезды, а также медалями, в том числе — «За взятие Берлина» и «За взятие Кёнигсберга».

## Интересные факты
Сын Михаила Андреевича — Анатолий, в 1958 году состоял в одной из преступных банд Ленинграда. Банда, состоящая из 13 человек, была обезврежена, двое её главарей были приговорены к высшей мере наказания, Анатолий был осуждён и посажен в тюрьму.